# Kryspin Dubiel

Wappen von Kryspin Witold Dubiel

Kryspin Witold Dubiel (* 12. November 1973 in Nowa Sarzyna) ist ein polnischer römisch-katholischer Geistlicher, Erzbischof und Diplomat des Heiligen Stuhls.

## Leben
Kryspin Dubiel empfing am 31. Mai 1998 durch den Erzbischof von Przemyśl, Józef Michalik, das Sakrament der Priesterweihe für das Erzbistum Przemyśl. Anschließend setzte Dubiel seine Ausbildung an der Päpstlichen Diplomatenakademie in Rom fort. Daneben wurde er 2003 an der Päpstlichen Lateranuniversität in Rom bei Zbigniew Suchecki OFMConv mit der Arbeit La privazione della sepoltura ecclesiastica nei Codici di diritto canonico del 1917 e del 1983 („Die Verweigerung des kirchlichen Begräbnisses in den Kodizes des Kanonischen Rechts von 1917 und 1983“) im Fach Kanonisches Recht promoviert.
Dubiel trat am 1. Juli 2004 in den diplomatischen Dienst des Heiligen Stuhls ein. Er war an den Nuntiaturen in Ruanda (2004–2007), in Belarus (2007–2012), in Kolumbien (2012–2015), auf den Philippinen (2015–2017), in Polen (2017–2020) und in Slowenien (2020–2021) tätig. Zuletzt war Dubiel Nuntiaturrat an der Nuntiatur in den Vereinigten Arabischen Emiraten. Papst Benedikt XVI. verlieh ihm am 12. November 2008 den Ehrentitel Päpstlicher Ehrenkaplan und Papst Franziskus am 13. Dezember 2019 den Ehrentitel Päpstlicher Ehrenprälat.
Am 1. Juli 2024 ernannte ihn Papst Franziskus zum Titularerzbischof von Vannida und zum Apostolischen Nuntius in Angola sowie am 15. Juli 2024 zudem in São Tomé und Príncipe. Die Bischofsweihe spendete ihm Kardinalstaatssekretär Pietro Parolin am 24. August desselben Jahres in der Basilika Mariä Verkündigung in Leżajsk; Mitkonsekratoren waren der Präsident der Päpstlichen Diplomatenakademie, Erzbischof Salvatore Pennacchio, und der Erzbischof von Przemyśl, Adam Szal.

## Schriften
- La privazione della sepoltura ecclesiastica nei Codici di diritto canonico del 1917 e del 1983. Pontificia Università Lateranense, Rom 2003, OCLC 1203463869.